# Relativistisches Additionstheorem für Geschwindigkeiten
Das Relativistische Additionstheorem für Geschwindigkeiten besagt, wie die Geschwindigkeit {\displaystyle {\vec {u}}} eines Objekts in einem bestimmten Bezugssystem zu bestimmen ist, wenn sich das Objekt mit einer Geschwindigkeit {\displaystyle {\vec {u}}'} gegenüber einem zweiten Bezugssystem bewegt, das sich selbst gegenüber dem ersten mit einer Geschwindigkeit {\displaystyle {\vec {v}}} bewegt. Das Theorem kann aus der Lorentztransformation für gegeneinander bewegte Inertialsysteme hergeleitet werden. 
In der klassischen Mechanik werden Geschwindigkeiten vektoriell addiert ({\displaystyle {\vec {u}}={\vec {u}}'+{\vec {v}}}) und haben daher keine obere Schranke. Da aber nach der speziellen Relativitätstheorie die Geschwindigkeit eines Objekts die Lichtgeschwindigkeit {\displaystyle c} nicht überschreiten kann, können die klassischen Gleichungen nur eine Näherung sein. Unterschiede machen sich bemerkbar, wenn eine oder beide der zu addierenden Geschwindigkeiten nicht mehr vernachlässigbar klein gegenüber der Lichtgeschwindigkeit sind. 
Das Relativistische Additionstheorem für Geschwindigkeiten ist durch Messungen bestätigt worden.

## Definition

Diagramm zur relativistischen Addition der gleichgerichteten Geschwindigkeiten und
jeweils ausgedrückt in Bruchteilen der Lichtgeschwindigkeit Die Konturlinien zeigen die resultierende Geschwindigkeit in Schritten von 0,1 c bis 0,9 c, dann 0,95 c, 0,98 c und 0,99 c. Ablesen kann man den Wert von also an den Endpunkten der Konturlinien auf einer der Achsen. Je größer die beiden Ausgangsgeschwindigkeiten, desto stärker weicht das Ergebnis von der arithmetischen Addition ab (die einer geraden Linie entspräche). Die resultierende Geschwindigkeit wird die Lichtgeschwindigkeit niemals überschreiten. Zum Beispiel addieren sich 0,8 c und 0,625 c zu 0,95 c.

Ein Beobachter {\displaystyle {\mathcal {B}}^{\prime }} bewege sich gegenüber dem Beobachter {\displaystyle {\mathcal {B}}} mit der Geschwindigkeit {\displaystyle v} in Richtung der {\displaystyle x}-Achse. Für den Beobachter {\displaystyle {\mathcal {B}}^{\prime }} bewege sich ein Körper mit der Geschwindigkeit  u'   {\displaystyle =(u_{x}^{\prime },u_{y}^{\prime },u_{z}^{\prime })\,.} Dann hat dieser Körper für den Beobachter {\displaystyle {\mathcal {B}}} die Geschwindigkeit {\displaystyle {\vec {u}}} mit den Komponenten
{\displaystyle u_{x}={\dfrac {u_{x}'+v}{1+{\dfrac {u_{x}'\,v}{c^{2}}}}}\qquad \qquad \Leftrightarrow {\dfrac {u_{x}}{c}}={\dfrac {{\dfrac {u_{x}'}{c}}+{\dfrac {v}{c}}}{1+{\dfrac {u_{x}'}{c}}\cdot {\dfrac {v}{c}}}}}
{\displaystyle u_{y}={\dfrac {u_{y}'{\sqrt {1-\left({\dfrac {v}{c}}\right)^{2}}}}{1+{\dfrac {u_{x}'\,v}{c^{2}}}}}=u_{y}'\,{\dfrac {1}{\gamma \left(1+{\dfrac {u_{x}'\,v}{c^{2}}}\right)}}}
{\displaystyle u_{z}={\dfrac {u_{z}'{\sqrt {1-\left({\dfrac {v}{c}}\right)^{2}}}}{1+{\dfrac {u_{x}'\,v}{c^{2}}}}}=u_{z}'\,{\dfrac {1}{\gamma \left(1+{\dfrac {u_{x}'\,v}{c^{2}}}\right)}}}
mit
- der Lichtgeschwindigkeit {\displaystyle c} und
- dem Lorentzfaktor (der stets größer gleich 1 ist)

{\displaystyle \gamma ={\frac {1}{\sqrt {1-(v/c)^{2}}}}}
Koordinatenfrei ausgedrückt: Die resultierende Geschwindigkeit {\displaystyle {\vec {u}}} ergibt sich, ausgehend von der galileischen einfachen Addition {\displaystyle {\vec {u}}={\vec {u}}'+{\vec {v}}} der Geschwindigkeiten {\displaystyle {\vec {u}}'} und {\displaystyle {\vec {v}}}, mit den folgenden Modifikationen:
- Die Geschwindigkeit {\displaystyle {\vec {u}}} ist um den Faktor {\displaystyle 1+{\tfrac {{\vec {u}}'\cdot {\vec {v}}}{c^{2}}}} kleiner.
- Die Komponenten der Geschwindigkeit {\displaystyle {\vec {u}}} senkrecht zu {\displaystyle {\vec {v}}} sind zusätzlich um den Faktor {\displaystyle \gamma } kleiner.

## Interpretation
Sind die beteiligten Geschwindigkeiten sehr klein gegenüber der Lichtgeschwindigkeit
{\displaystyle v\ll c\;\Leftrightarrow \;{\frac {v}{c}}\ll 1\,,}
so unterscheidet sich der Nenner (und auch der Term unter der Wurzel im Zähler) kaum von 1
{\displaystyle \Rightarrow 1+{\frac {u_{x}'\,v}{c^{2}}}\approx 1\,,\qquad {\sqrt {1-\left({\frac {v}{c}}\right)^{2}}}={\frac {1}{\gamma }}\approx 1\,,}
und es ergibt sich in guter Näherung die klassische nichtrelativistische Geschwindigkeitsaddition:
{\displaystyle {\begin{aligned}\Rightarrow u_{x}&\approx u_{x}'+v\\u_{y}&\approx u_{y}'\\u_{z}&\approx u_{z}'\,.\end{aligned}}}
Beispiel: In einem mit {\displaystyle v=200\;\mathrm {km/h} } fahrenden Zug {\displaystyle {\mathcal {B}}^{\prime }} läuft eine Person mit {\displaystyle u_{x}^{\prime }=5\ \mathrm {km/h} } relativ zum Zug in Fahrtrichtung. Die von einem am Bahndamm stehenden Beobachter {\displaystyle {\mathcal {B}}} gemessene Geschwindigkeit {\displaystyle u_{x}} der Person ist gerade mal um 0,17 nm/h langsamer als die bei einfacher Addition erhaltenen {\displaystyle u_{x}^{\prime }+v=205\ \mathrm {km/h} }. Zum Vergleich: Der Durchmesser eines Atoms liegt in der Größenordnung von 0,1 nm. Das heißt, der „Zugläufer“ kommt in der Stunde knapp zwei Atomdurchmesser weniger weit, als man es bei nichtrelativistischer Rechnung erwarten würde. Dies ist bei einer zurückgelegten Strecke von 205 km in den meisten Fällen vernachlässigbar, zumal das häufig übersehene Gesetz der gültigen Ziffern die Zahl der signifikanten Stellen begrenzt.
Für Geschwindigkeiten nahe der Lichtgeschwindigkeit ergeben sich jedoch deutliche Abweichungen von der nichtrelativistischen Additionsregel, vgl. die folgenden Beispiele.

## Folgerungen
Als Folge des Additionstheorems kann auch durch Überlagerung zweier Geschwindigkeiten die Lichtgeschwindigkeit nicht übertroffen werden.

### 1. Beispiel
Es seien
{\displaystyle v=0{,}75\,c\quad } und {\displaystyle \quad u_{x}'=0{,}75\,c\,.}
Dann ist
{\displaystyle u_{x}={\frac {0{,}75\,c+0{,}75\,c}{1+0{,}75\cdot 0{,}75}}={\frac {1{,}5\,c}{1{,}5625}}=0{,}96\,c<c}
und nicht etwa 1,5c.

### 2. Beispiel
Ist die Geschwindigkeit {\displaystyle {\vec {u}}} für den Beobachter {\displaystyle {\mathcal {B}}^{\prime }} gleich der Lichtgeschwindigkeit, dann ist sie es auch für den Beobachter {\displaystyle {\mathcal {B}}.}
Sind zum Beispiel
{\displaystyle u_{x}'=0\,,\quad u_{y}'=c\,,\quad u_{z}'=0\,,}
dann ergeben sich
{\displaystyle u_{x}=v\,,\quad u_{y}=c/\gamma \,,\quad u_{z}=0\,.}
Damit folgt
{\displaystyle {\sqrt {u_{x}^{2}+u_{y}^{2}+u_{z}^{2}}}={\sqrt {v^{2}+c^{2}\left(1-{\frac {v^{2}}{c^{2}}}\right)}}={\sqrt {c^{2}}}=c\,.}

## Herleitung
Um das Formelbild zu vereinfachen, werden alle Geschwindigkeiten als Vielfache der Lichtgeschwindigkeit in natürlichen Einheiten angegeben. Dann haben Zeit und Länge dieselbe Maßeinheit und die dimensionslose Lichtgeschwindigkeit beträgt {\displaystyle c=1.}
Aus der inversen Lorentz-Transformation (Ersatz von {\displaystyle v} durch -{\displaystyle v})
{\displaystyle t={\frac {t'+v\,x'}{\sqrt {1-v^{2}}}}\ ,\quad x={\frac {x'+v\,t'}{\sqrt {1-v^{2}}}}\ ,\quad y=y'\ ,\quad z=z'}
folgt für die Differentiale, da die Transformation linear ist,
{\displaystyle \mathrm {d} t={\frac {\mathrm {d} t'+v\,\mathrm {d} x'}{\sqrt {1-v^{2}}}}\ ,\quad \mathrm {d} x={\frac {\mathrm {d} x'+v\,\mathrm {d} t'}{\sqrt {1-v^{2}}}}\ ,\quad \mathrm {d} y=\mathrm {d} y'\ ,\quad \mathrm {d} z=\mathrm {d} z'\,.}
Daher folgt für die Geschwindigkeiten, die der Beobachter {\displaystyle {\mathcal {B}}} ermittelt,
{\displaystyle u_{x}={\frac {\mathrm {d} x}{\mathrm {d} t}}={\frac {\mathrm {d} x'+v\,\mathrm {d} t'}{\mathrm {d} t'+v\,\mathrm {d} x'}}={\frac {{\frac {\mathrm {d} x'}{\mathrm {d} t'}}+v}{1+v\,{\frac {\mathrm {d} x'}{\mathrm {d} t'}}}}={\frac {u_{x}'+v}{1+v\,u_{x}'}}\ ,}
{\displaystyle u_{y}={\frac {\mathrm {d} y}{\mathrm {d} t}}={\frac {\mathrm {d} y'{\sqrt {1-v^{2}}}}{\mathrm {d} t'+v\,\mathrm {d} x'}}={\frac {{\frac {\mathrm {d} y'}{\mathrm {d} t'}}{\sqrt {1-v^{2}}}}{1+v\,{\frac {\mathrm {d} x'}{\mathrm {d} t'}}}}={\frac {u_{y}'{\sqrt {1-v^{2}}}}{1+v\,u_{x}'}}\ ,}
{\displaystyle u_{z}={\frac {\mathrm {d} z}{\mathrm {d} t}}={\frac {\mathrm {d} z'{\sqrt {1-v^{2}}}}{\mathrm {d} t'+v\,\mathrm {d} x'}}={\frac {{\frac {\mathrm {d} z'}{\mathrm {d} t'}}{\sqrt {1-v^{2}}}}{1+v\,{\frac {\mathrm {d} x'}{\mathrm {d} t'}}}}={\frac {u_{z}'{\sqrt {1-v^{2}}}}{1+v\,u_{x}'}}\ .}
Aufgelöst nach den gestrichenen Variablen ergeben sich folgende Beziehungen:
{\displaystyle u_{x}'={\frac {u_{x}-v}{1-v\,u_{x}}}\ ,\quad u_{y}'={\frac {u_{y}{\sqrt {1-v^{2}}}}{1-v\,u_{x}}}\ ,\quad u_{z}'={\frac {u_{z}{\sqrt {1-v^{2}}}}{1-v\,u_{x}}}\ .}